# Turkana County
Turkana County is een county en voormalig Keniaans district in provincie Bonde la Ufa. Het district telt 450.860 inwoners (1999) en heeft een bevolkingsdichtheid van 7 inw/km². Ongeveer 1,5% van de bevolking leeft onder de armoedegrens en ongeveer 62% van de huishoudens heeft beschikking over elektriciteit.
Hoofdplaats is Lodwar. Een belangrijk gedeelte van de oostelijke grens van de county wordt gevormd door het Turkanameer.